# یوری آبوویان
یوری آبوویان (ارمنی: Յուրի Աբովյան؛ روسی: Юрий Абовян؛ زادهٔ ۱۹۳۱ میلادی شناگر ارمنی زاده گرجستان که برای اتحاد شوروی به رقابت پرداخته است.